# Rúben Fonseca
Rúben Miguel Valente Fonseca, noto semplicemente come Rúben Fonseca (Santa Maria da Feira, 24 febbraio 2000), è un calciatore portoghese, attaccante del Sanjoanense.

## Caratteristiche tecniche
È un centravanti.

## Carriera
Cresciuto nei settori giovanili di Feirense e Benfica, nel 2018 è stato acquistato dal Tondela. Dopo una prima stagione trascorsa nel settore giovanile, nel 2019 è passato alla prima squadra del club gialloverde. Ha debuttato il 3 agosto 2019 disputando l'incontro di Taça da Liga perso 1-0 contro il Penafiel.

## Statistiche
Statistiche aggiornate al 14 febbraio 2020.

### Presenze e reti nei club
| Stagione        | Squadra         | Campionato      | Campionato | Campionato | Coppe nazionali | Coppe nazionali | Coppe nazionali | Coppe continentali | Coppe continentali | Coppe continentali | Altre coppe | Altre coppe | Altre coppe | Totale | Totale | Totale |
| Stagione        | Squadra         | Comp            | Pres       | Reti       | Comp            | Pres            | Reti            | Comp               | Pres               | Reti               | Comp        | Pres        | Reti        | Pres   | Reti   |        |
| --------------- | --------------- | --------------- | ---------- | ---------- | --------------- | --------------- | --------------- | ------------------ | ------------------ | ------------------ | ----------- | ----------- | ----------- | ------ | ------ | ------ |
| 2019-2020       | Tondela         | PL              | 3          | 0          | CP+CdL          | 0+1             | 0               |                    | -                  | -                  |             | -           | -           | 4      | 0      |        |
| Totale carriera | Totale carriera | Totale carriera | 3          | 0          |                 | 1               | 0               |                    | -                  | -                  |             | -           | -           | 4      | 0      |        |